# María Tirado
María Luisa Tirado (1945, Potosí), es una cantante de música folklórica boliviana. Es conocida también como la Minerita, por haber popularizado a ritmo de Huayño El minero que fue compuesta por Jaime Medinacelli. 
Maria Luisa empezó su carrera artística en un programa de radio por 1961 en su natal Potosí, y participó en un concurso por Radio Cultura de Cochabamba. La primera canción que ella interpretó fue "Los Barrios Cantan". También fue la primera Ñusta de ese evento, mérito que le permitió realizar un viaje a Brasil donde grabó su primer álbum discográfico. 
Durante su carrera artística ella ha sido acreadora de triple disco de platino, por las ventas alcanzadas. También ha realizado conciertos en países como España, México, Rusia, Francia y Argentina.

## Discografía

### María Luisa Tirado
- 01 Mi corazón cueca

- 02 Abierto mi corazón huayño

- 03 Punata Hnos. Navia cueca

- 04 Kjochisito pasacalle aiquileño

- 05 La desgracia de los dos Los Romanceros cueca

- 06 Negrito huayño

- 07 Sauce verde cueca

- 08 Pobres recuerdos Los Vallegrandinos kaluyo

- 09 El regreso Casazola, M. cueca

- 10 Soy minero Gutiérrez, C. huayño

- 11 Sólo por quererte Ferrufino, J. cueca

### La Minerita
- Cerca del amanecer Lavadenz, J. cueca

- 02 Urpi Rojas, L. cueca

- 03 Riqunkichu duraznuyta Folk. kaluyo

- 04 Ripusaj Rojas, L. cueca

- 05 Prometo amarte Terán, B. kaluyo

- 06 Negros odios Folk. cueca

- 07 Dos palomitas Folk. cueca

- 08 Porque no despiertas Folk. kaluyo

- 09 Quedate amor Tirado, M. kaluyo

- 10 Canelitay Romero, M. huayño

- 11 Flor aiquileña Camacho, W. kaluyo

- 12 Y sepas lo que es canela Bonilla, L. kaluyo

- 13 La pena que no es pena Folk. kaluyo

- 14 Aquel sol

- 12 Deja llorar